# Rosyjska okupacja obwodu mikołajowskiego
Rosyjska okupacja obwodu mikołajowskiego - trwająca od początku rosyjskiej inwazji na Ukrainę okupacja wojskowa leżącego w południowej Ukrainie obwodu mikołajowskiego. W zależności od etapu konfliktu kontrola okupanta ulegała zmianom, by po listopadzie 2022 i ukraińskiej kontrofensywie zatrzymać się jedynie na części Półwyspu Kinburnskiego.
Najważniejszą bitwę w regionie stanowią walki o Mikołajów, trwające na przełomie lutego i marca 2022 roku.
30 września 2022 roku prezydent Rosji Władimir Putin ogłosił aneksję części terenów ukraińskiej jednostki administracyjnej z miastem Snihuriwka i zachodnią częścią Półwyspu Kinburnskiego w ramach obwodu chersońskiego.